# 坦普爾頓 (麻薩諸塞州)
坦普爾頓（英語：Templeton）是一個位於美國麻薩諸塞州烏斯特縣的鎮。

## 人口
根據2020年美國人口普查的數據，坦普爾頓的面積為83.90平方千米，當中陸地面積為82.90平方千米，而水域面積為1.00平方千米。當地共有人口8149人，而人口密度為每平方千米97人。